# Taft (Philippines)
Pour les articles homonymes, voir Taft.
Taft est une localité de la province du Samar oriental, aux Philippines. En 2015, elle compte 18 915 habitants.